# Áreas protegidas da Bolívia

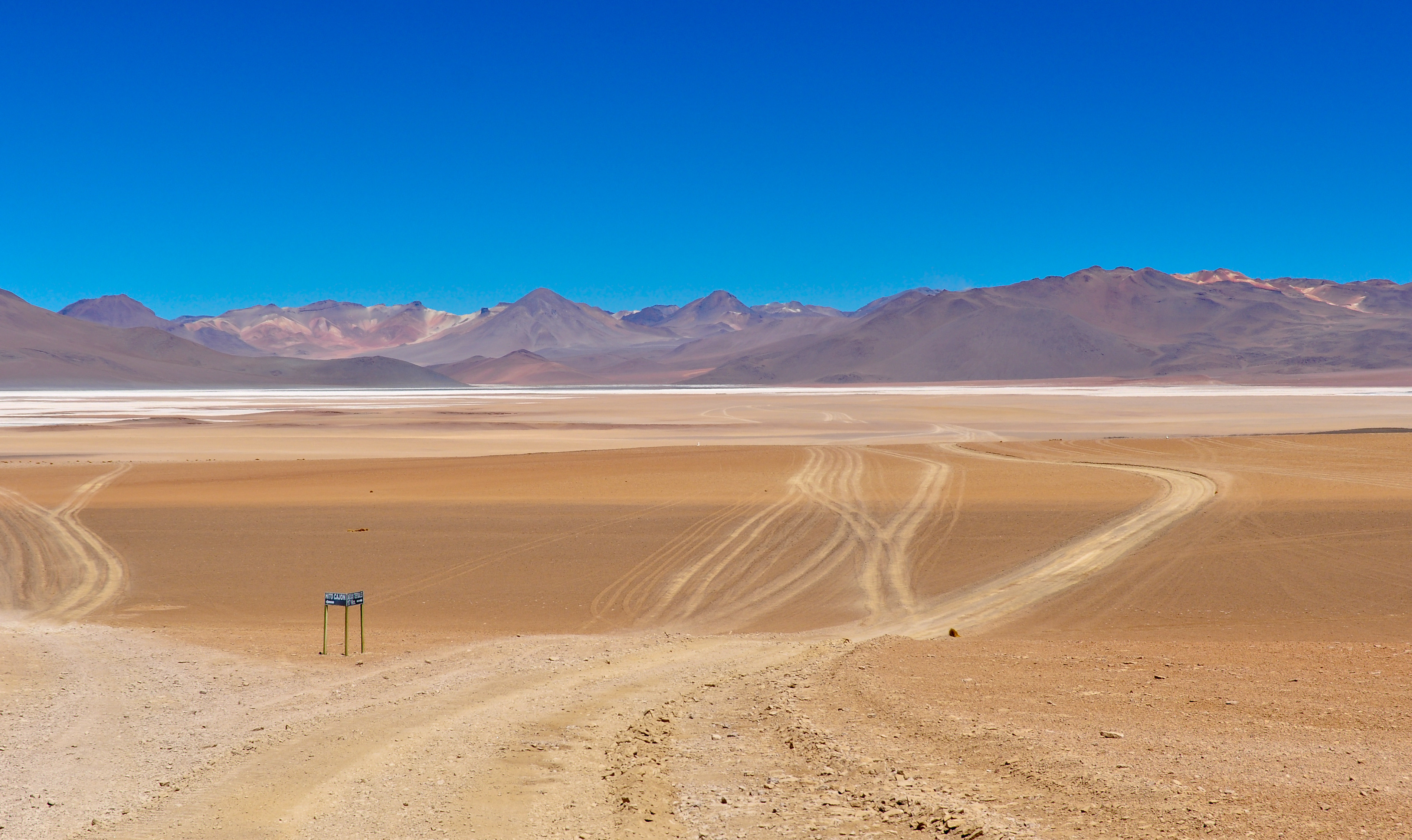
Salar de Chalviri, na Reserva Nacional de Fauna Andina Eduardo Avaro.

As áreas protegidas da Bolívia constituem a rede de áreas protegidas bolivianas criadas para a conservação da natureza. Como em outros países, embora todas áreas protegidas compartilhem esse amplo objetivo, cada categoria ou tipo de área protegida conta com objetivos específicos próprios, que vão desde a proteção estrita ou absoluta dos recursos naturais, até o seu uso sustentado.
A Bolívia conta com 66 dos 112 ecossistemas terrestres existentes em todo mundo, e com mais de 123 áreas protegidas que juntas cobrem cerca de 20% do território nacional. Em anos recentes a concessão de autorizações para que companhias de exploração mineral e petrolífera atuem no interior de parques nacionais tem sido duramente criticada, sendo notícia em diversos países.

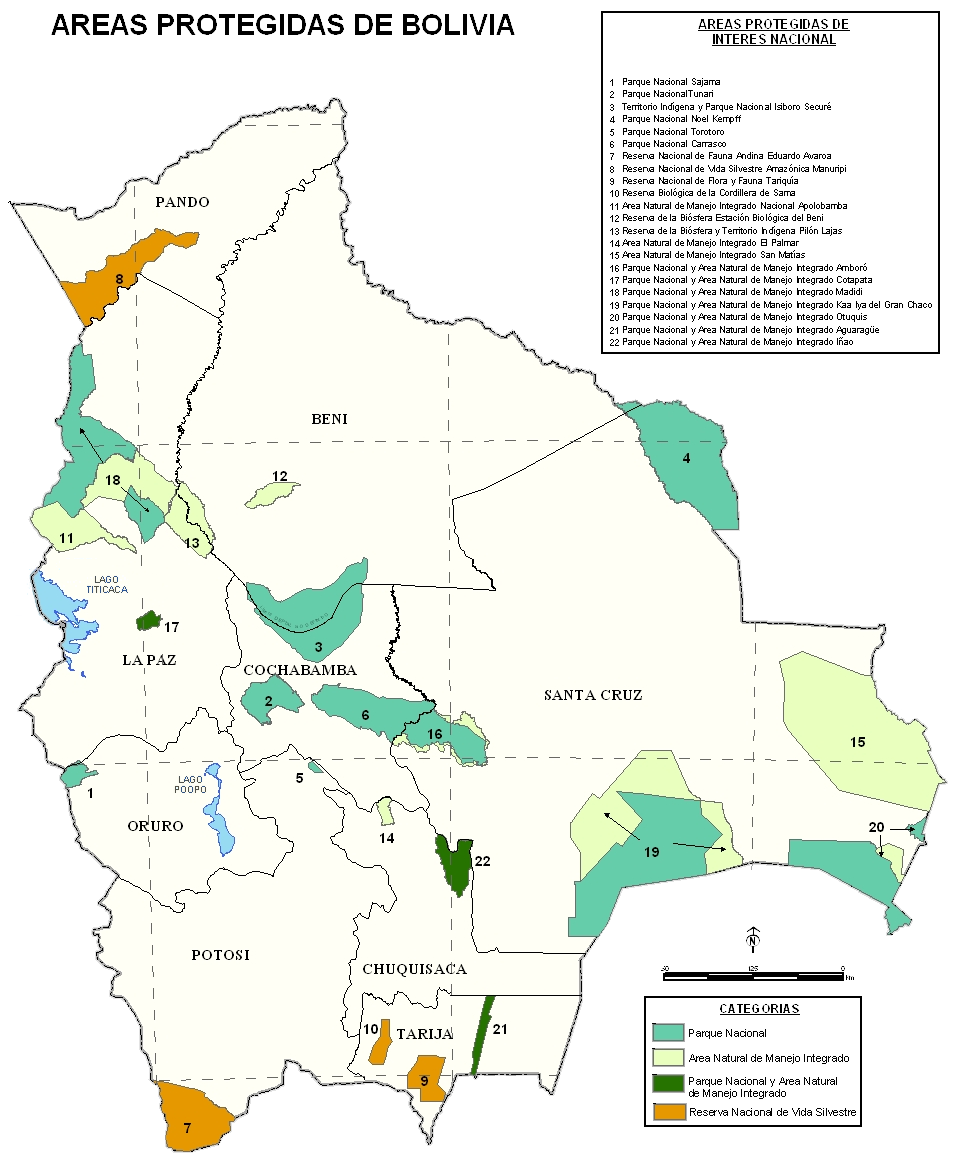
Áreas protegidas criadas pelo governo nacional boliviano, até o ano 2006. O mapa não inclui áreas protegidas criadas por governos regionais e municipais.

## Categorias de áreas naturais protegidas
As categorias que atualmente existem na legislação boliviana são: Parque nacional, Monumento Natural, Reservas de Vida Silvestre, Santuário Nacional, Área Natural de Manejo Integrado e Reserva Natural de Imobilização.

### Parque nacional
Um Parque Nacional é um lugar que, por conter uma imensa e singular riqueza natural, requer protecção estrita e permanente dos recursos naturais, ecossistemas e províncias biogeográficas que nele existem, de forma que também sejam de benefício para as futuras gerações.

### Monumento Natural
A categoria de Monumento Natural é usada para proteger elementos naturais de particular singularidade, como lugares com paisagens distintivas que contam com formações geológicas, fisiográficas e vestígios paleontológicos, além de uma rica diversidade biológica. 
Como nos Parques, toda atividade em seu interior depende de autorização prévia.

### Reservas de Vida Silvestre
Esta categoria tem como finalidade proteger, manejar e utilizar de maneira sustentável a vida silvestre, de maneira supervisionada. Nas Reservas de Vida Silvestre podem-se utilizar os recursos naturais, de acordo com um zoneamento que informa onde podem ocorrer usos intensivos e extensivos.

### Santuário Nacional
O Santuário Nacional tem por objeto a proteção estrita e permanente de territórios que abrigam espécies de flora e fauna silvestres endêmicas, ameaçadas ou em perigo de se extinguir, além de comunidades naturais ou um ecossistemas singulares. Toda atividade no interior de um um Santuário Nacional depende de autorização prévia. 

### Área Natural de Manejo Integrado
A Área Natural de Manejo Integrado tem como objetivo compatibilizar a conservação da diversidade biológica e o desenvolvimento sustentável da população local. Esta categoria concerne lugares que constituem um mosaico de unidades, compostas de zonas contendo amostras representativas de ecorregiões, províncias biogeográficas, comunidades naturais ou espécies de flora e fauna de singular importância, zonas comportando sistemas tradicionais de uso da terra e de utilização múltipla dos recursos naturais, e as chamadas zonas núcleo, que são aquelas onde a proteção dos recursos naturais é estrita.

### Reserva Natural de Imobilização
Esta é uma categoria transitória, que se outorga àquelas áreas cuja avaliação preliminar indica a necessidade de sua protecção. Ela requer de sejam feitos estudos complementares para determinar sua recategorização e zoneamento definitivos.